# Клиц
Клиц (нем. Klietz) — община в Германии, в земле Саксония-Анхальт. 
Входит в состав района Штендаль. Подчиняется управлению Эльбе-Хафель-Ланд.  Население составляет 1667 человек (на 31 декабря 2010 года). Занимает площадь 45,81 км².